# 青春祭
青春祭，是1985年由北京电影学院青年电影制片厂出品，根据张曼菱小说《有一个美丽的地方》改编的一部電影。

## 製作團隊
- 编导：张暖忻
- 摄影：穆德远、邓伟
- 美术：李勇新、王砚缙
- 作曲：刘索拉、瞿小松
- 录音：马跃文
- 剪辑：赵绮华

## 主要演員
- 李凤绪（李纯）
- 冯远征（任佳）
- 玉妲（依波）
- 松涛（房东大爷）
- 郭建国（房东大哥）

## 外部連結
- 香港影庫上《青春祭》的資料（繁體中文）